# Božićni koncert (Prljavo kazalište)
Božićni koncert treći je album uživo Prljavog kazališta. Objavljen je u dvije verzije: na jednoj su medleyji, a na drugoj zasebne pjesme. Na albumu su pjesme od 2. albuma do Lupi petama,.....

## Popis pjesama
1. Pet dana ratujem (5:51)
2. Pisma ljubavna (2:47)
3. Marina (5:49)
4. Kiše jesenje (3:52)
5. Sve je lako kad si mlad (3:36)
6. Kao ja da poludiš (3:39)
7. Tu noć kad si se udavala/Moj bijeli labude/Vlakovi/Iz nekih starih razloga/Zbogom dame, zbogom prijatelji/Oprostio mi Bog, mogla bi i ti/449/Na Badnje veče/Ma kog' me Boga za tebe pitaju (16:58)
8. Ruža Hrvatska (Mojoj majci) (6:26)
9. Ne zovi mama doktora (3:54)
10. Mi pijemo (4:16)
11. Crno-bijeli svijet (3:36)
12. Heroj ulice (10:39)
13. Lupi petama (6:45)

Ukupno trajanje: 78:08.

## Izvođači
- ritam gitara, vokal - Jasenko Houra
- vokal - Mladen Bodalec
- solo gitara - Damir Lipošek
- bas gitara - Ninoslav Hrastek
- bubnjevi - Tihomir Fileš
- klavijature - Fedor Boić
- saksofon - Marko Križan

## Produkcija
- art director - Igor CC Kelčec
- tonski zapis - ing. Mladen Škalec
- producent - Zok records
- engineer & co-producer - Richard Lowe
- engineers - Alan & Bod
- mixed at - Sarm Studios, London